# Anna Dyda
Anna Dyda (ur. 1931 w Borku Starym) – polska nauczycielka i działaczka opozycyjna.

## Życiorys
Anna Dyda pracowała jako nauczycielka języka polskiego w szkołach podstawowych nr 3 i nr 4 w Piastowie. Z pomocą Jana Olszewskiego założyła tam Niezależny Samorządny Związek Zawodowy „Solidarność” Nauczycieli. W 1981 współpracowała z Hanną Grabińską, która przy pomocy Jerzego Popiełuszki prowadziła magazyn z pomocą materialną dla osób represjonowanych. Przygotowywała oraz dostarczała rodzinom osób uwięzionych i ukrywających się paczki z odzieżą i żywnością. Zajmowała się także kolportowaniem w środowisku nauczycielskim niezależnej prasy. W 1985 została zwolniona z pracy po zorganizowaniu wycieczki klasowej do grobu Jerzego Popiełuszki. Była zaangażowana w działalność opozycyjną do końca PRL. W 1989 włączyła się w prace Komitetu Obywatelskiego „Solidarność” w Piastowie, przede wszystkim organizując wsparcie dla potrzebujących mieszkańców miasta. W późniejszym okresie współpracowała ze środowiskiem duszpasterskim przy kościele św. Stanisława Kostki w Warszawie gdzie rezydentem był Jerzy Popiełuszko i znajduje się jego grób i muzeum. W latach 1985–1990 utrzymywała się z emerytury. W 1990 ponownie została zatrudniona w Szkole Podstawowej nr 3 w Piastowie.

## Odznaczenia
- Krzyż Wolności i Solidarności „za zasługi w działalności na rzecz niepodległości i suwerenności Polski oraz respektowania praw człowieka w Polskiej Rzeczypospolitej Ludowej” (2021)[4]
- Krzyż Kawalerski Orderu Odrodzenia Polski „za wybitne zasługi w działalności na rzecz przemian demokratycznych w Polsce, za aktywność samorządową, zawodową i społeczną” (2021)[5]